# Thongkhong Laxmi Bazar
Thongkhong Laxmi Bazar è una suddivisione dell'India, classificata come nagar panchayat, di 12.779 abitanti, situata nel distretto di Imphal Ovest, nello stato federato del Manipur. In base al numero di abitanti la città rientra nella classe IV (da 10.000 a 19.999 persone).

## Geografia fisica
La città è situata a 24° 38' 02 N e 93° 54' 06 E

## Società

### Evoluzione demografica
Al censimento del 2001 la popolazione di Thongkhong Laxmi Bazar assommava a 12.779 persone, delle quali 6.366 maschi e 6.413 femmine. I bambini di età inferiore o uguale ai sei anni assommavano a 1.986, dei quali 1.000 maschi e 986 femmine. Infine, coloro che erano in grado di saper almeno leggere e scrivere erano 7.362, dei quali 4.424 maschi e 2.938 femmine.